# Hello, Good Friend
Pour les articles homonymes, voir Hello.
Hello, Good Friend est le troisième opus de The Rocket Summer, groupe américain de rock indépendant originaire du Texas, sortie en 2005.

## Liste des pistes
1. Move To The Other Side Of The Block
2. I Was So Alone
3. Around The Clock
4. I'm Doing Everything (For You)
5. Tell Me Something Good
6. Never Knew
7. Brat Pack
8. Treasures
9. Story
10. Goodbye Waves and Driveways
11. Show Me Everything You've Got
12. Destiny
13. Christmas Present